# Trollhätteleden
Trollhätteleden er en europavej og motorvej mellem Göteborg og Trollhättan og er en del af E45.
Den udgøre en vigtig transportrute mellem Göteborg og Trollhättan.
Motorvejen er ca. 55 km lang og åbnede i 2012.
Der er to steder på delstrækningen på E45 mellem Göteborg og Trollhättan hvor der ikke er motorvej men landevej.
Det drejer sig om 2,5 km ved Göta og 700 meter ved Torpabron
Vejen har en hastighedsgrænse på 100 km/t.

## Trafikpladser og afkørsler
- E45 forsætter mod Göteborg
- Angered C
- Rastplats Agnesberg
- Göteborgs Stad
- Motorvej begynder
- 80 Södra Surtemotet
- 81 Nora Surtemotet
- 82 Bohusmotet E6
- 83 Stora Vikenmotet
- 84 Nödinge S
- 85 Nödingemotet
- 86 Nolmotet
- 87 Alaforsmotet
- 88 Södra Älvängenmotet
- 89 Norra Älvängenmotet
- 90 Södra Skepplandamotet
- 91 Norra Skepplandamotet
- 92 Alvhem
- 93 Lödösemotet
- 95 Södra Lilla Edet motet
- 96 Norra Lilla Edet motet
- 97 Sjuntorpmotet
- E45 forsætter mod Karlstad/Trollhättan